# Латвийская седловина
Латвийская седловина — возвышенная тектоническая структура на северо-западе Восточно-Европейской платформы
Отделяет Балтийскую синеклизу от Московской синеклизы и в виде седла с небольшим понижением поверхности фундамента соединяет Балтийский щит с Белорусской антеклизой. Расположена на территории северной Беларуси, Латвии, западной части Псковской области России. Вытянута в широтном направлении на 250-300 км, ширина до 200 км.
Формирование седловины происходило преимущественно в позднебайкальский и каледонский этапа. Поверхность кристаллического фундамента залегает на глубине от -500 до -1000 м. На ней выделен выступы, прогибы, моноклинали, ограниченные разломами с амплитудой 50-100 м и осложнены локальными малоамплитудными (50-70 м) поднятиями. Платформенный чехол сложен из вендских, кембрийских, ордовикских, силурийских, девонских и антропогеновых отложений.